# Wilczęta
Wilczęta (Duits: Deutschendorf) is een dorp in het Poolse woiwodschap Ermland-Mazurië, in het district Braniewski. De plaats maakt deel uit van de gemeente Wilczęta en telt 430 inwoners.

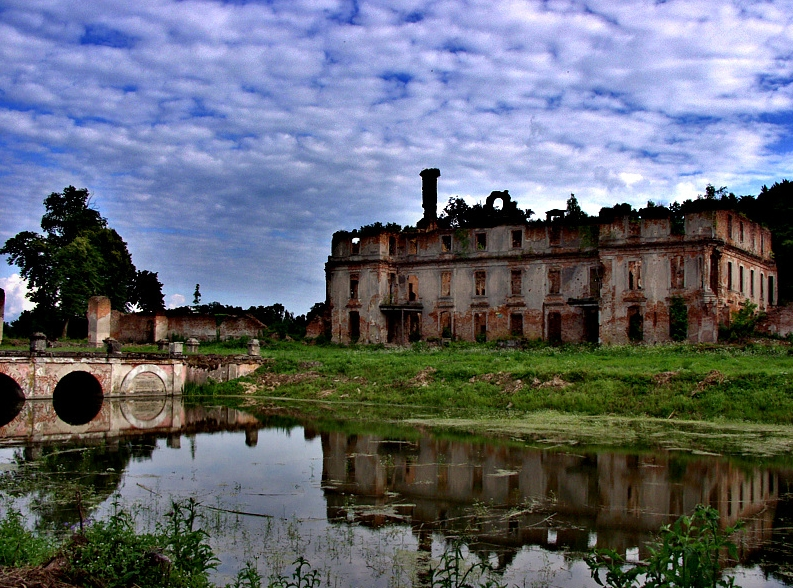
Slot Dohna-Schlobitten (2009)

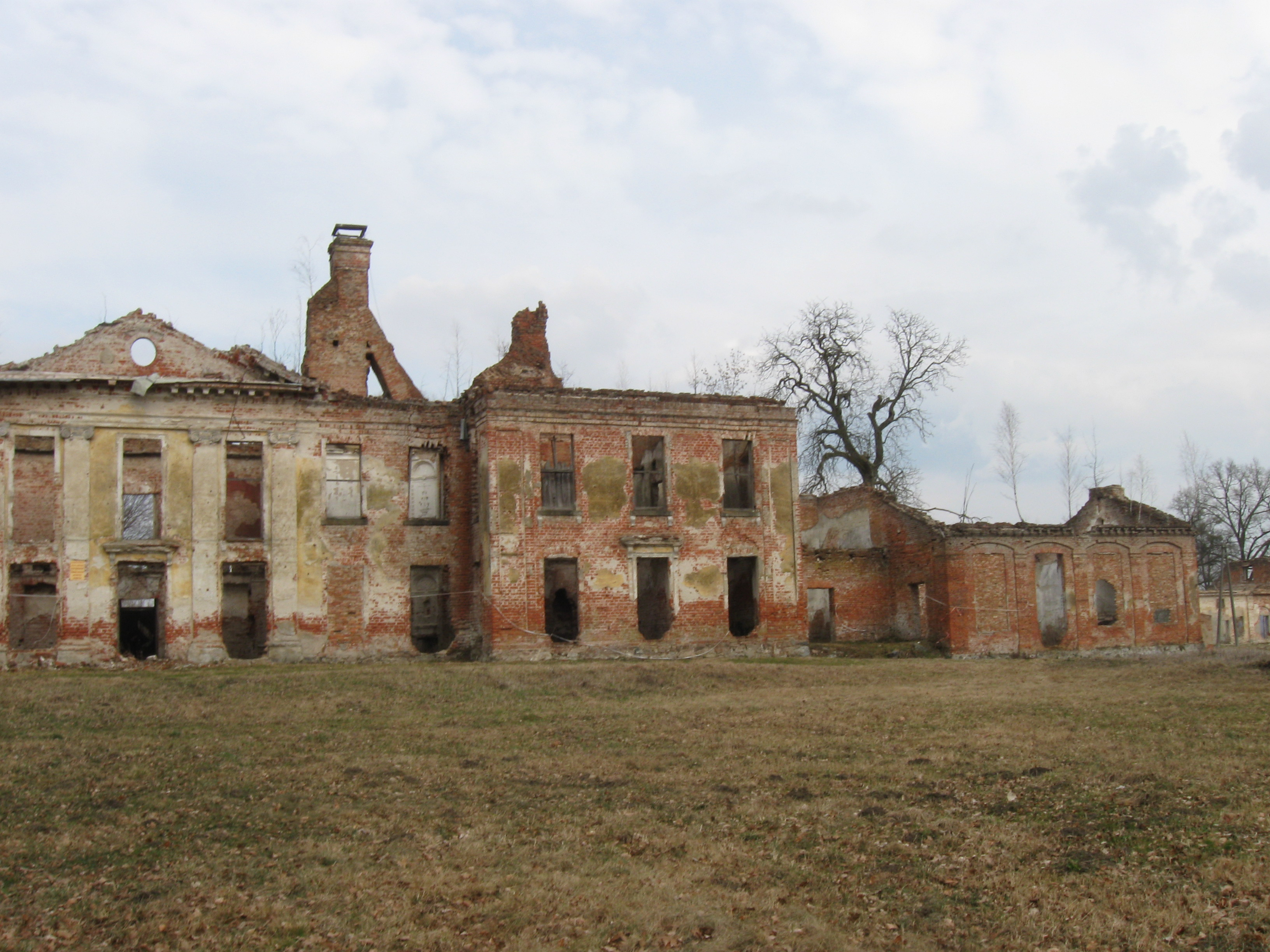
Slot Schlodien, (2010)

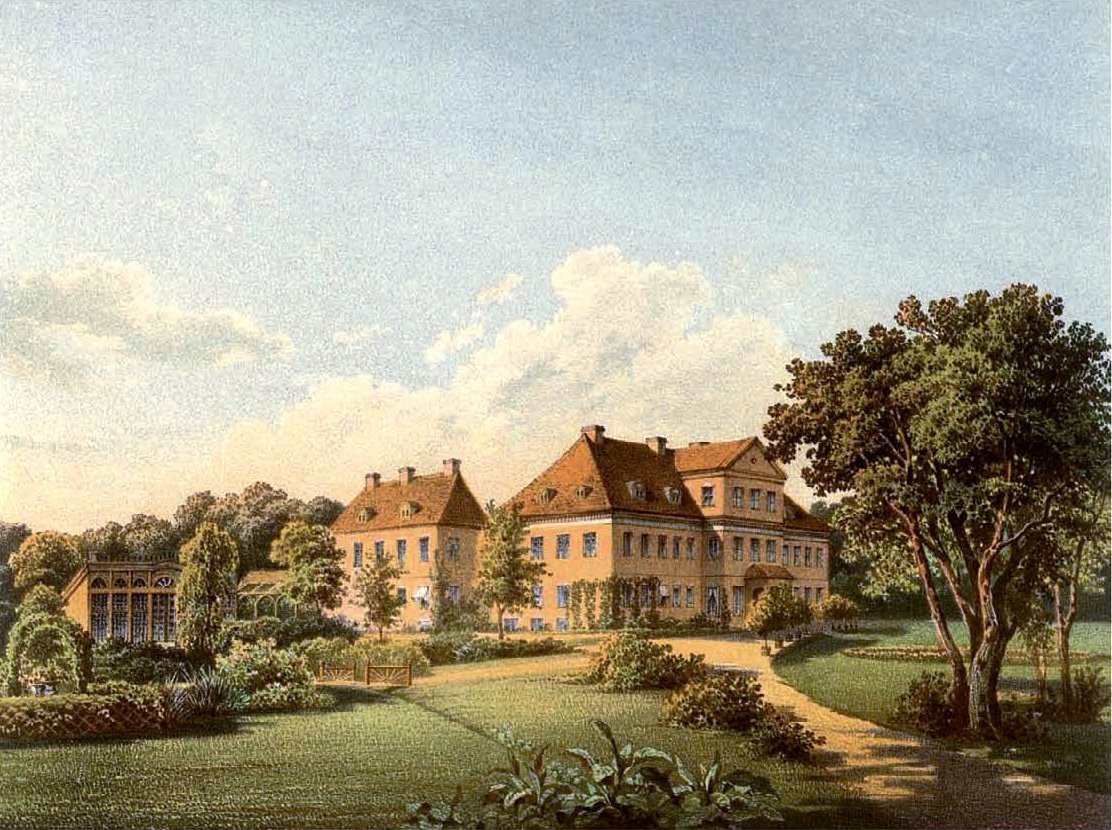
Slot Carwinden, rond 1860 door Alexander Duncker